# 稻城小檗
稻城小檗（学名：Berberis daochengensis）为小檗科小檗属下的一个种。

## 扩展阅读
維基物種上的相關：稻城小檗